# ジェームズ・ファイバ
ジェームズ・ファイバ（James Faiva、1994年6月13日 - ）は、トップ10、ペトラルカ・ラグビーに所属するラグビー選手。

## プロフィール
- トンガ・オタフフ出身。
- ポジションはスタンドオフ(SO)。
- 身長 185cm、体重 104kg
- トンガ代表キャップは9(2021年3月現在）でラグビーワールドカップ2019のトンガ代表に選ばれた[1]。

## 略歴
CRエルサルバドールを経て、2019年、ペトラルカに加入。